# Granastyochus
Granastyochus is een kevergeslacht uit de familie van de boktorren (Cerambycidae). De wetenschappelijke naam van het geslacht werd voor het eerst geldig gepubliceerd in 1959 door Gilmour.

## Soorten
Granastyochus omvat de volgende soorten:
- Granastyochus elegantissimus (Tippmann, 1953)
- Granastyochus fulgidus Monné & Martins, 1976
- Granastyochus intricatus Monné & Martins, 1976
- Granastyochus nigropunctatus (Bates, 1881)
- Granastyochus picticauda (Bates, 1881)
- Granastyochus trifasciatus Gilmour, 1959